# Azorc
Azorc, aussi appelé Azouc ou Arzoc dans les chroniques arméniennes (mort en 103), est un roi géorgien d'Armaz qui règne de 87 à 103.

## Règne
Armazel est le fils unique de Pharasman Ier, roi d'Armaz, auquel il succède à sa mort, en 87. Il règne conjointement avec son cousin germain Armazel, fils de Kaos, dont le royaume est Mtskheta.
Depuis la précédente génération, la Géorgie est vassale du royaume d'Arménie. Mais un jour, le roi Erovand II est assassiné sous les ordres de son ministre, Smbat Bivritan, qui place sur le trône Artabat. Alors, les Géorgiens décident de s'allier aux peuples du Caucase et envahissent l'Arménie. La Chronique raconte qu'ils ravagent entièrement le pays et retournent dans leur pays tout de suite après. Mais, n'ayant pas terminé de régler leurs problèmes, c'est Bazouc, roi des Osses qui décide de combattre en duel le ministre arménien. Bazouc est vaincu puis tué et les Géorgiens, fous de rage, demandent de l'aide auprès de leurs propres rois, Azorc et Armazel qui déclenchent une bataille si sanglante « que les hommes n'arrivaient pas à se reconnaître ». Cette bataille s'achève par une nouvelle défaite géorgienne.
Mais Armazel et Azorc ne s'avouent pas vaincu de sitôt et ravagent une nouvelle fois l'Arménie avant de se faire vaincre par Smbat encore une fois. Les Géorgiens doivent alors reconnaître la suprématie des Arméniens et leur suzeraineté.

## Famille
De son épouse inconnue, Azorc a eu un fils unique :
- Amazasp Ier, roi d'Armaz.